# Fulgoraecia schawerdae
Fulgoraecia schawerdae is een vlinder uit de familie van de Epipyropidae. De wetenschappelijke naam van de soort is voor het eerst geldig gepubliceerd in 1929 door Zerny.